# Ayacachtli
El ayacaxtil es un instrumento de percusión  mesoamericano. Es un sonajero que consiste en un objeto contenedor de uno o más objetos pequeños que al agitarse  producía sonido. 
Es un idiófono conocido como 'ayacaxtil
' para los aztecas o chinchin para los mayas. En cualquier caso es un instrumento formado a partir de una calabaza, la cual ha sido vaciada y a la que se le han añadido cuentas, bien hechas con piedra o también pueden ser semillas. El instrumento contaba con un mango de donde lo agarraba el músico. Se parece bastante a lo que actualmente conocemos como maraca.